# Stupa de Chakhil-I-Goundi
Le stupa de Chakhi-I-Goundi est un élément du site archéologique afghan du monastère gréco-bouddhiste de Chakhil-i-Ghoundi localisé sur le site de Hadda près de la ville de Jalalabad.  
Le site a fait l'objet de fouilles en 1928 par les équipes de Jules Barthoux de la DAFA et l'escalier du stupa rejoint le musée Guimet à Paris. Les vestiges ont été reconstitués avec l'aide du Musée national de Tokyo.
L’œuvre, datée du IIe siècle-IIIe siècle, est un bel exemple d'art gréco-bouddhique.

## Histoire

### Histoire ancienne
Le style du stupa renvoie à l'époque kouchan, les Ier siècle et IIIe siècle. Ce peuple a été qualifié par Daniel Schlumberger de « descendants non méditerranéens des Grecs ». L'escalier semble dater des IIe siècle ou IIIe siècle.
L'escalier du musée Guimet permettait l'accès au stupa principal du monastère, dénommé C1.

### Histoire contemporaine et redécouverte
Le site archéologique est endommagé par les équipes de Louis Cavagnari.
La mission dirigée par Jules Barthoux fouille plusieurs monastères du site de Hadda entre 1926 et 1928, et les artefacts archéologiques sont partagés entre le musée Guimet et le musée de Kaboul : les sites fouillés sont ceux de Tapa kalan, Bagh Gaï, Tapa-i-kafahira et Chakhil-I-Goundi.
Les fouilleurs envoient une partie de l'escalier de Chakhil-I-Goundik menant au stupa à Paris. La rénovation du musée Guimet permet d'exposer les objets à partir de 2001. L'escalier est reconstitué à partir des photographies prises lors des fouilles anciennes. Certains éléments sont perdus entre les photographies des fouilles et l'installation. Une partie du décor de la rampe a été cédée au musée de Tokyo en 1956.

## Description et interprétation

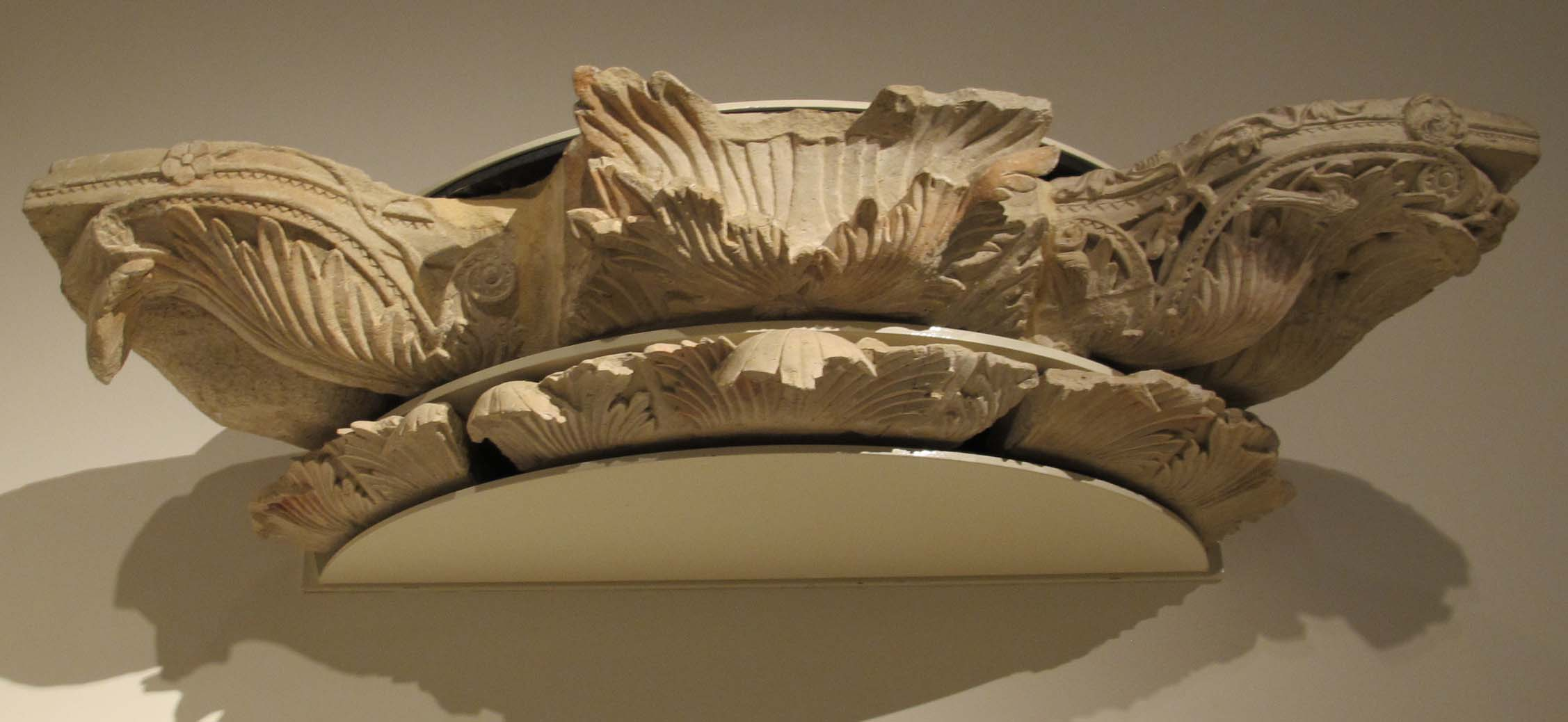
Chapiteau du monastère de Chakhil-I-Goundi au musée Guimet.

L'escalier est « un ensemble architectural complet ». les sculptures sont présentes sur la rampe et la façade des marches.
L’œuvre illustre l'épisode du Sibi jataka, le Jātaka étant des contes narrant les vies antérieures du Bouddha. Les scènes d'influence grecques comportent des costumes grecs et éléments typiquement méditerranéens.
Ces représentations de l'art du Gandhara sont en calcaire à Hadda. L'escalier du stupa de Chakhil-I-Goundi témoigne d'un usage de représentations de style indien avec d'autres représentations renvoyant à un style grec et de « la perméabilité du monde kouchan aux influences venues de Méditerranée ».
Le métissage des œuvres de Hadda témoigne de « références gréco-iraniennes sur fond de bouddhisme et d'influences indiennes » et de la « permanence des thèmes ». Benjamin Rowland et John Marshall datent certaines sculptures de la Rome des Flaviens et cela permettrait de dater ces sculptures d'une période antérieure aux Kouchans.